# 高堂镇
高堂镇，隸屬廣東省潮州市饒平縣，位於县城郊区，面积26.5平方公里，辖12个村委会，1个农场，总人口2万多人。當地旅游资源丰富，名勝有金光寺，特产以“高堂菜脯”闻名于世，被评为“潮汕十大名小菜”。

## 行政区划
高堂镇下辖以下地区：
前寮村、西林村、塘南村、树下村、院前村、高南村、高一村、高二村、高三村、高北村、群星村、军寨村和高堂果林场。

## 語言
高堂镇屬於潮州話练江小片饶平话。

## 信仰
前寮村
- 百丈古庙：供奉五谷主
- 娘仔庙：供奉许夫人

高北村
- 高堂大庙：供奉崇政王爷

群星村
- 金光寺：供奉千手观音

## 姓氏由來
罗姓，高堂军寨村罗姓居民入饶始祖罗云锋,原籍福建莆田独树村，其父罗安曾任沙，水镇节度使。宋室南下时，云锋随宋军人饶，定居高堂军寨。
謝姓，開饒始祖謝福全於元末明初間，從福建漳州小靖（今詔安秀篆）遷移海陽，開創橫溪（今饒平新豐鎮）。福全派下有饒平黃岡、聯饒、樟溪、新圩、錢東、高堂、大埕；潮安、澄海、潮陽、普寧、豐順等。
翁姓，鞠公的第七代（周朝翁六十代）孙轩公，任德宗王朝的朝请大夫、建州刺史，因有大勋而赐郡京兆，故有京兆翁之称。后迁官到福建任福州、泉州、漳州刺史，并定居福建莆田县竹啸庄，是福建翁姓始祖。轩公的第四世孙郜公和十六世孙垂谟公，在明朝年间由福建莆田文武里迁移到广东饶平县军寨居住。
吴姓，吴祭为吴氏入闽之始祖，自河南固始，随王潮、王审知于唐僖宗乾符四年提兵入闽，定居福建莆田县。死后葬莆田黄石山。吴祭生有四子，其子孙分居漳浦、云霄、莆田、崇安、连城、诏安、泉州、厦门等市县。至南宋理宗年间，有吴养行，号千十郎者，乃吴祭之十三代裔孙，由福建来潮州府潮阳县任武官之职。任满之后，不回莆田老家，而偕家眷居于潮地。吴祭之十八代裔孙吴冲一，从福建诏安西潭镇迁来饶平高堂定居。吴冲一是为饶平高堂吴氏始祖。子孙分居南澳等地。
许姓，许天正与陈元光削平苗蛮，出镇漳泉，遂开漳南。后陈元光被封为开漳圣王，许天正分镇南绍，官封太尉。许陶子孙世袭前职，世居南绍。闽省许氏漳南始祖为陶公。裔孙于元朝从福建漳州南靖马坪迁出，移居饶平山前开基，始祖地名为.饶平县元歌都.玉皮社山前乡，解放后改名为，饶平县上饶镇许坑村。後裔居厦门、泉州、马坪、诏安、饶平高堂、饶平三饶、大埔茶阳、饶平上善等地。
许姓，明朝末年，许氏族人由福建漳州马坪迁入广东饶平高堂西林村。
陈姓，陳莫京，於元末明初由福建漳州遷廣東饒平縣高堂鄉，陳莫京第六世孫于明嘉靖年間由高堂鄉遷龍眼城鄉(今屬饒平縣黃岡鎮)。
林姓，林氏先祖从广东饶平樟溪镇迁来高堂后寮自然村定居。
林姓，林氏先祖从广东饶平汫洲迁来高堂前寮村定居，林氏宗祠和钦伯祖祠，各占地面积约550平方米。
邱姓，邱氏在清朝中期时从广东饶平汫洲迁来高堂前寮村定居。
康姓，康氏先祖从广东饶平汫洲迁移而到高堂后寮自然村定居。

## 交通
- 厦深铁路：饶平站